# Łotewscy posłowie do Parlamentu Europejskiego 2009–2014
Łotewscy posłowie VII kadencji do Parlamentu Europejskiego zostali wybrani w wyborach przeprowadzonych 6 czerwca 2009.

## Lista posłów
Wybrani z listy Związku Obywatelskiego
- Sandra Kalniete
- Kārlis Šadurskis, poseł do PE od 1 grudnia 2011, mandat w związku z wejściem w życie traktatu lizbońskiego
- Inese Vaidere

Wybrani z listy Centrum Zgody
- Alfrēds Rubiks
- Aleksandr Mirski

Wybrana z listy O Prawa Człowieka w Zjednoczonej Łotwie
- Tatjana Ždanoka

Wybrany z listy LPP/LC
- Ivars Godmanis

Wybrany z listy Dla Ojczyzny i Wolności/Łotewski Narodowy Ruch Niepodległości
- Roberts Zīle

Wybrany z listy Nowa Era
- Arturs Krišjānis Kariņš